# Брун, Вигго
Вигго Брун (иногда Виго Брун, норв. Viggo Brun, 1885—1978) — норвежский математик. Член Норвежской академии наук, Королевского норвежского научного общества (Det Kongelige Norske Videnskabers Selskab, в 1946 году избран его президентом), Финской академии наук, ряда других обществ и академий. Почётный доктор университета Гамбурга. Труды в основном в области теории чисел, комбинаторики и истории математики.

## Биография
Вигго был самым младшим из десяти детей норвежского артиллерийского капитана. Окончил университет Осло, после чего преподавал в Гёттингенском университете (1910—1923). В 1923 году вернулся в Норвегию и стал профессором Норвежского технологического института в Тронхейме.
В 1946 году — профессор математики в университете Осло. Среди его учеников — Атле Сельберг, продолживший его исследования в теории чисел. В возрасте 70 лет (1955) Брун вышел в отставку.

## Научная деятельность
В 1915 году предложил «решето Бруна» (развитие «решета Эратосфена») для исследования простых чисел. С помощью этого метода Брун сумел продвинуться в области доказательства гипотезы Гольдбаха. В частности, он доказал:
- Любое достаточно большое чётное число представимо в виде суммы {\displaystyle P_{1}+P_{2}}, где каждое слагаемое содержит не более 9 простых множителей.
- Ряд обратных величин для пар простых чисел-близнецов сходится:

{\displaystyle B_{2}=\left({\frac {1}{3}}+{\frac {1}{5}}\right)+\left({\frac {1}{5}}+{\frac {1}{7}}\right)+\left({\frac {1}{11}}+{\frac {1}{13}}\right)+\left({\frac {1}{17}}+{\frac {1}{19}}\right)+\ldots \approx 1{,}902160583104}
Сумма ряда {\displaystyle B_{2}} называется «константой Бруна» для простых-близнецов.
- Сформулировал первый вариант теоремы Бруна — Тичмарша.

Брун исследовал многомерные непрерывные дроби и их приложения в теории музыки. Ряд его книг и статей посвящены истории математики. В комбинаторике он обобщил определение числа размещений.

## Основные труды
- Über das Goldbachsche Gesetz und die Anzahl der Primzahlpaare, Archiv for Math. og Naturvid. B, Band 34, 1915, Nr. 8.  (нем.)
- Bull. Sci. Math., Band 43, 1919, S. 100—104, 124—128  (фр.) О сходимости ряда обратных простых близнецов.
- Le Crible d'Eratosthène et le Théorème de Goldbach. C.R. Acad. Sci. Paris, 168, 1919, 544-546. Reprint:. London: Nabu Press, 2011, ISBN 978-1246733556. 42 p.
- Euclidean algorithms and musical theory, L'enseignement mathematique, Vol. 10, 1964, pp. 125–137.  (англ.)